# Далија (биљка)
Далија (Георгина) је вишегодишња биљка из породице Asteraceae. Поријеклом је из Мексика, Средње Америке и Колумбије. Има више од 36 врста и много варијаната ове биљке. Постоје ниске од 10-15 cm и високе до 1,5 m висине. Постоје: ниска једнострука, висока бијела, кактус далија, далија помпом, итд.
Оне обожавају сунце и најбоље успијевају на великом сунцу. Потребно их је заливати само у случају суше. На прољеће се директно саде 6 недјеља прије задњих мразова. Најбоље се размножавају сјеменом. Осјетљиве су на ниске температуре, зато и цвјетају преко љета и прије првих мразова. Због пупања се не смије садити дубоко у земљу. Како би биљка више цвјетала, стари цвјетови се скидају и остављају за сјеме. Далије привлаче пчеле. Стабљике су лиснате, у распону висине од чак 30 cm (12 in) до више од 1,8—2,4 m (6—8 ft). Већина врста не производи мирисно цвеће. Као и већина биљака које не привлаче инсекте опрашиваче мирисом, оне су јарких боја, приказујући већину нијанси, са изузетком плаве.
Далија је проглашена националним цветом Мексика 1963. године. Кртоле су гајили Астеци као усев за исхрану, али је ова употреба у великој мери изумрла након шпанског освајања. Покушаји да се кртоле уведу као прехрамбена култура у Европи су били неуспешни.

## Историја и поријекло
Поријекло јој је из Мексика, Средње Америке и Колумбије. Ботаничари који су пратили шпанске колонизаторе током истраживања у Мексику су их први открили. Домороци су користили стабљике далије (dahlia imperialis – дрво далије) за довод воде преко планинских потока у своја села. Кртоле далија пекли су и кували Астеци, а од сушених су радили брашно. Далије су биле откривене у 16-ом вијеку, а у Европу су донесене 1789. године (dahlia coccinea, dahlia pinnata i dahlia rosea). То су претече данашњих далија. У почетку, далија је сматрана поврћем, па се у те сврхе користила. И шведски ботаничар, Андреас Дахл, по којем је добила име, је сматрао поврћем. Почетком 1800. је у Белгији узгојена прва дупла далија. Након тога се све више узгаја као украс.

## Сјеме
Нема сјемења код сваке врсте. Сјеме се скупља с ниских једноструких и са пар врста високих. Многе култивисане биљке немају сјеме, већ се размножавају подјелом кртоле или калемљењем. 
Једноструке далије посијане на прољеће на сунчаном мјесту јако брзо расту и цвјетају. Током раста формира се кртола која се сади сљедеће године.

## Паразити и болести
Паразити далија су пужеви и волухарице, а могу се пронаћи лисне ваши, поготово црне ваши. 
Честа болест којом се заразе је пепелница, која најчешће напада слабе биљке. Појављује се усред суше и ријетко кад се деси да нападне читаву биљку.

## Таксономија

### Историја

#### Рана историја
Шпанци су пријавили да су пронашли ове биљке које расту у Мексику 1525. године, али најранији познати опис дао је Франциско Ернандез, лекар Филипа II, коме је наређено да посети Мексико 1570. како би проучавао „природне производе те земље“. Аутохтони народи су користили далије као извор хране, и оне су сакупљане у дивљини и култивисана. Астеци су их користили за лечење епилепсије и користили су дугачко шупље стабло врсте Dahlia imperialis за водоводне цеви. Аутохтони народи су на различите начине идентификовали биљке као „чичипатл” (Толтеци) и „акокотл” или „кокосочио” (Азтеци). Од Ернандезове перцепције Азтека, до шпанског, кроз разне друге преводе, реч је „водена трска“, „водена лула“, „цвет водене цеви“, „цвет шупље стабљике“ и „цвет трске“. Све ово се односи на шупље стабљике биљака.
Ернандез је описао две врсте далија (Dahlia pinnata налик на ветрењачу и огромну Dahlia imperialis), као и друге лековите биљке Нове Шпаније. Франциско Домингуез, господин из Хидалга који је пратио Ернандеза током његових седмогодишњих студија, направио је серију цртежа да допуни извештај од четири тома. Три његова цртежа су приказивала биљке са цвећем: два су личила на савремену далију, а један на врсту Dahlia merckii; сви су показали висок степен двострукости. Године 1578, рукопис под насловом Нова историја мексичких биљака, животиња и минерала, послат је у Ескоријал у Мадриду; Франциско Хименес их је превео на латински тек 1615. Године 1640, Франциско Чези, председник Академије Линцеја из Рима, купио је Хименесов превод и након што га анотарио, објавио га је током 1649–1651 у два тома као Нова историја лековитих ствари Нове Шпаније, или Нова историја биљака, животиња и минерала Мексика. Оригинални рукописи су уништени у пожару средином 1600-их.

#### Европско увођење
Године 1787, француски ботаничар Никола-Жозеф Тјери де Менонвил, послат у Мексико да прибави кошенилне инсекте вредан због своје гримизне боје, известио је о необично лепом цвећу које је видео како расте у башти у Оахаки. Године 1789, Висенте Сервантес, директор Ботаничке баште у Мексико Ситију, послао је „делове биљака“ опату Антонију Хосеу Каванилијесу, директору Краљевске баште у Мадриду. Исте године Cavanilles су произвеле једну цветајућу биљку, а годину дана касније другу. Године 1791, назвао је нови прираст „Далија” по Андерсу (Андреасу) Далу. Прва биљка звала се Dahlia pinnata по свом перастом лишћу; друга, Dahlia rosea због своје ружичасто-љубичасте боје. Године 1796, Каванилијес је произвео трећу цветајућу биљку из делова које је послао Сервантес, коју је назвао Dahlia coccinea због њене гримизне боје.
Године 1798, Каванилес је послао семе D. pinnata у Парму, Италија. Те године маркиза од Бјута, супруга грофа од Бјута, енглеског амбасадора у Шпанији, набавила је неколико семена од Cavanilles и послала их у Кју вртове, где су цветали, али су изгубљени након две до три године.
Наредних година Мадрид је слао семе у Берлин и Дрезден у Немачкој, и у Торино и Тијен у Италији. Године 1802, Каванилије је послао кртоле „ове три“ врсте (D. pinnata, D. rosea, D. coccinea) швајцарском ботаничару Августину Пирамус де Кандолу на Универзитету Монтпелиер у Француској, Андре Твау у Ботаничкој башти у Паризу и шкотском ботаничару Вилијаму Ајтону у Кју вртовима. Исте године, Џон Фрејзер, енглески расадничар и касније ботанички колекционар цара Русије, донео је семе D. coccinea из Париза у Апотекарске баште у Енглеској, где су далије цветале у његовом стакленику годину дана касније, производећи илустрацију за Botanical Magazine. Године 1804, нова врста, Dahlia sambucifolia, успешно је узгајана у Холандовој кући у Кенсингтону. Док је била у Мадриду 1804. године, бароница Холанд је Каванил дао далијино семе или кртоле. Она их је послала назад у Енглеску, библиотекару лорда Холанда господину Бонајутију у Холандовој кући, који је успешно узгајао биљке. Годину дана касније, Бунајути је произвео два дупла цвета. Биљке узгајене 1804. нису опстале; нове залихе су донете из Француске 1815.

## Галерија
- Dahlia 'Bishop of Auckland
- Bloemknop van Dahlia Moonfire. Locatie Tuinreservaat Jonkervallei 03
- Dahlia 'Moonfire' 002
- Dahlia 'Moonfire' 006

### Чланци
- Harshberger, John W. (1897). „The Native Dahlias of Mexico”. Science, New Series, December 17. 6 (155): 908—910. JSTOR 1623914. doi:10.1126/science.6.155.908.
- Hansen, H. V. (2004). „Simplified keys to four sections with 34 species in the genus Dahlia (Asteraceae-Coreopsideae)”. Nordic Journal of Botany. 24: 549—553. doi:10.1111/j.1756-1051.2004.tb01639.x.
- GR, Whitley (септембар 1985). „The medicinal and nutritional properties of Dahlia spp”. J Ethnopharmacol. 14 (1): 75—82. PMID 3910964. doi:10.1016/0378-8741(85)90031-5.
- Weland, Gerald. „The Alpha-Omega of Dahlias” (PDF). American Dahlia Society. Приступљено 2. 7. 2015.

### Друштва
- RHS (2015). „Royal Horticultural Society”. Приступљено 19. 6. 2015.
- „National Dahlia Society (U.K.)”. 2011. Архивирано из оригинала 07. 06. 2015. г. Приступљено 17. 6. 2015.
  - Dahlia species; The National Dahlia Society (U.K.)
- „The American Dahlia Society”. Приступљено 17. 6. 2015.
- „National Dahlia Society Of New Zealand”. Приступљено 17. 6. 2015.